# Prusko-dánská válka
Prusko-dánská válka (německy Schleswig-Holsteinischer Krieg nebo tříletá válka dánsky Treårskrigen) byla první série vojenských konfliktů v jižním Dánsku a severním Německu, které měly kořeny ve šlesvicko-holštýnské otázce, kdo by měl mít kontrolu nad vévodstvími Šlesvicko a Holštýnsko. Válka trvala od roku 1848 do roku 1851 a zapojila se do ní vojska z Pruska, Saska a Švédska. Nakonec válka skončila dánským vítězstvím. Další konflikt, dánsko-německá válka, vypukl v roce 1864.